# Sergiu Fărcășan
Sergiu Fărcășan (geboren 1923 in Bukarest) ist ein rumänischer Science-Fiction-Autor, Dramatiker und Journalist.
Er war langjähriger Redakteur der Zeitschrift Scînteia, einem Organ der rumänischen Kommunistischen Partei. Er verfasste neben Science-Fiction-Romanen auch Theaterstücke, Satiren und Reiseberichte. Bei der Eurocon 1972 in Triest wurde sein Roman Vă caută un taur als bester rumänischer SF-Roman ausgezeichnet.

## Bibliographie
- O iubire în anul 41042 (Roman, 1958, als Crișan Făgerașu)
  - Deutsch: Arche Noah im Weltenraum : ein utopischer Liebesroman. Übersetzt von Valentin Lupescu. Verlag Volk und Welt, Berlin 1964.
- Atacul cesiumiștilor (Roman, 1963)
- America la ea acasă (Reiseberichte aus den USA, 1963)
- Se caută o mitralieră (1965)
- Omul cu priză (1965)
- Misterul orificiului oval (1965)
- Mașina de rupt prietenii (Novellen, 1968)
- Vă caută un taur (Roman, 1970)

Theaterstücke
- Steaua polară (Stück in drei Akten, 1962).
- Sonet pentru o păpușă (Komödie in drei Akten, 1963)
- Lovitura (Drama in drei Akten, 1967)
- La ciorba de potroace (Komödie in drei Akten, 1969)

Essay
- Poate fi prevǎzut viitorul?
  - Deutsch: Kann die Zukunft vorausgesehen werden? Gesellschaft zur Verbreitung von Wissen und Kultur, Bukarest 1961.